# 삼부카피스토이에세
삼부카피스토이에세(이탈리아어: Sambuca Pistoiese)는 이탈리아 토스카나주 피스토이아도에 있는 코무네다.